# Alice (Alice au pays des merveilles)
Pour les articles homonymes, voir Alice.
Alice est un personnage de fiction britannique qui est le protagoniste du roman pour enfants de Lewis Carroll Les Aventures d'Alice au pays des merveilles (1865) et de sa suite De l'autre côté du miroir (1871). Enfant, à l'ère victorienne, Alice se lance involontairement dans une aventure souterraine après être accidentellement tombée par un trou de lapin dans le Pays des merveilles. Par la suite, elle traverse un miroir et entre dans un monde alternatif.
Alice est devenue une icône culturelle. Le succès des deux livres sur Alice a inspiré de nombreuses suites, parodies et imitations. Elle a été interprétée à travers diverses approches critiques et est apparue avec un corps semblable mais différent dans de nombreuses adaptations, y compris le film de Walt Disney Alice au pays des merveilles (1951).

## Illustrations du personnage
Lors de la création du roman, Lewis Caroll illustra lui-même Alice dans un ouvrage dessiné à la plume. Il offrit par la suite un manuscrit, illustré de sa propre main, à Alice Liddell le 26 novembre 1864,. Lewis Caroll choisi, par la suite, d’engager l'illustrateur John Tenniel pour son ouvrage. L'invention de l’image d’Alice a été compliquée. Lewis Caroll et son dessinateur, John Tenniel, n’étaient jamais d’accord sur l'apparence qu'il fallait donner à Alice. Et Caroll reprochait à Tenniel de dessiner Alice hors des proportions naturelles, ce qui est assez comique, vu que Caroll lui-même dessinait Alice de manière tout à fait non conventionnelle.

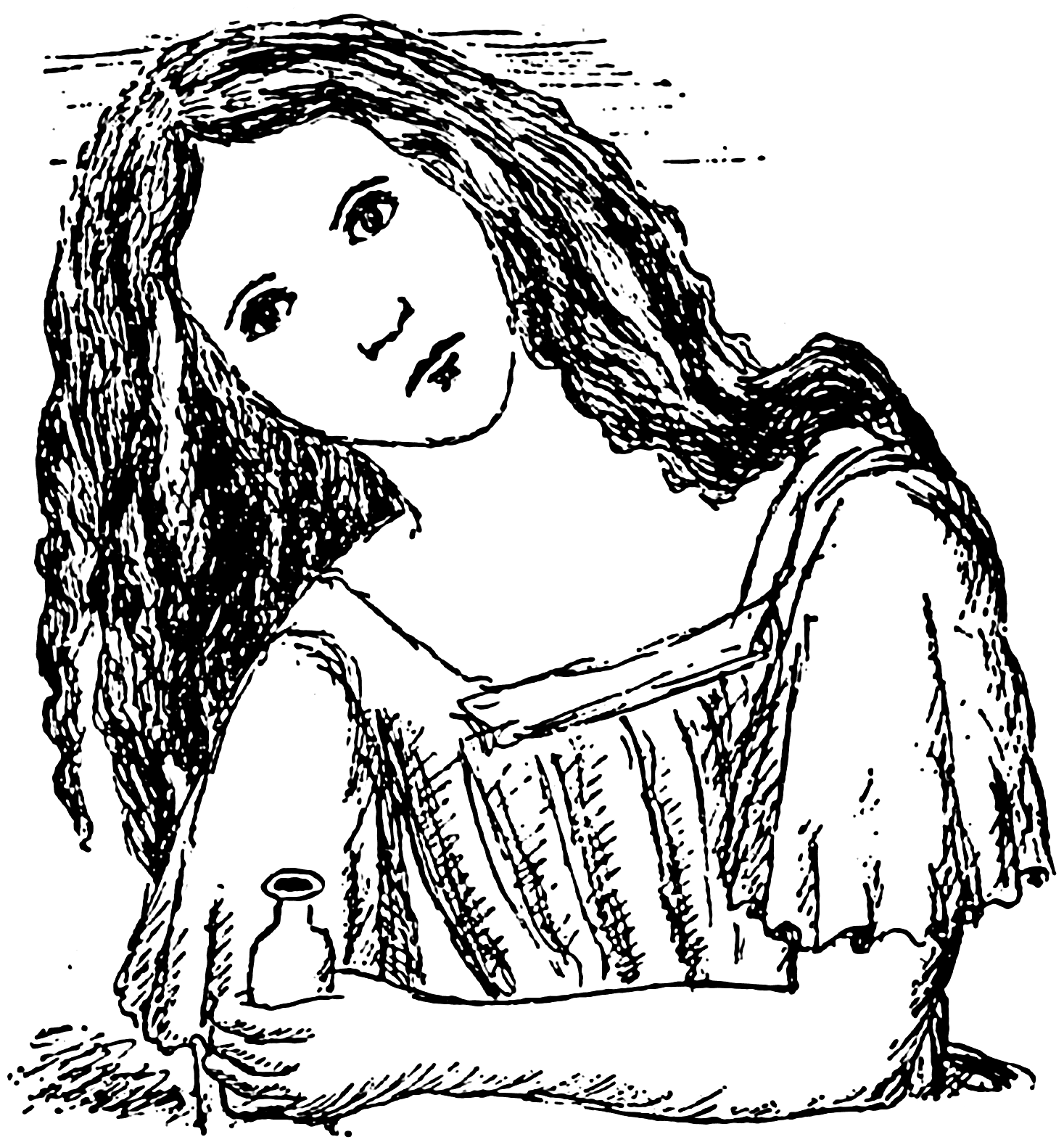
« Bois moi ». Lewis Caroll, fac similé de la version de 1864
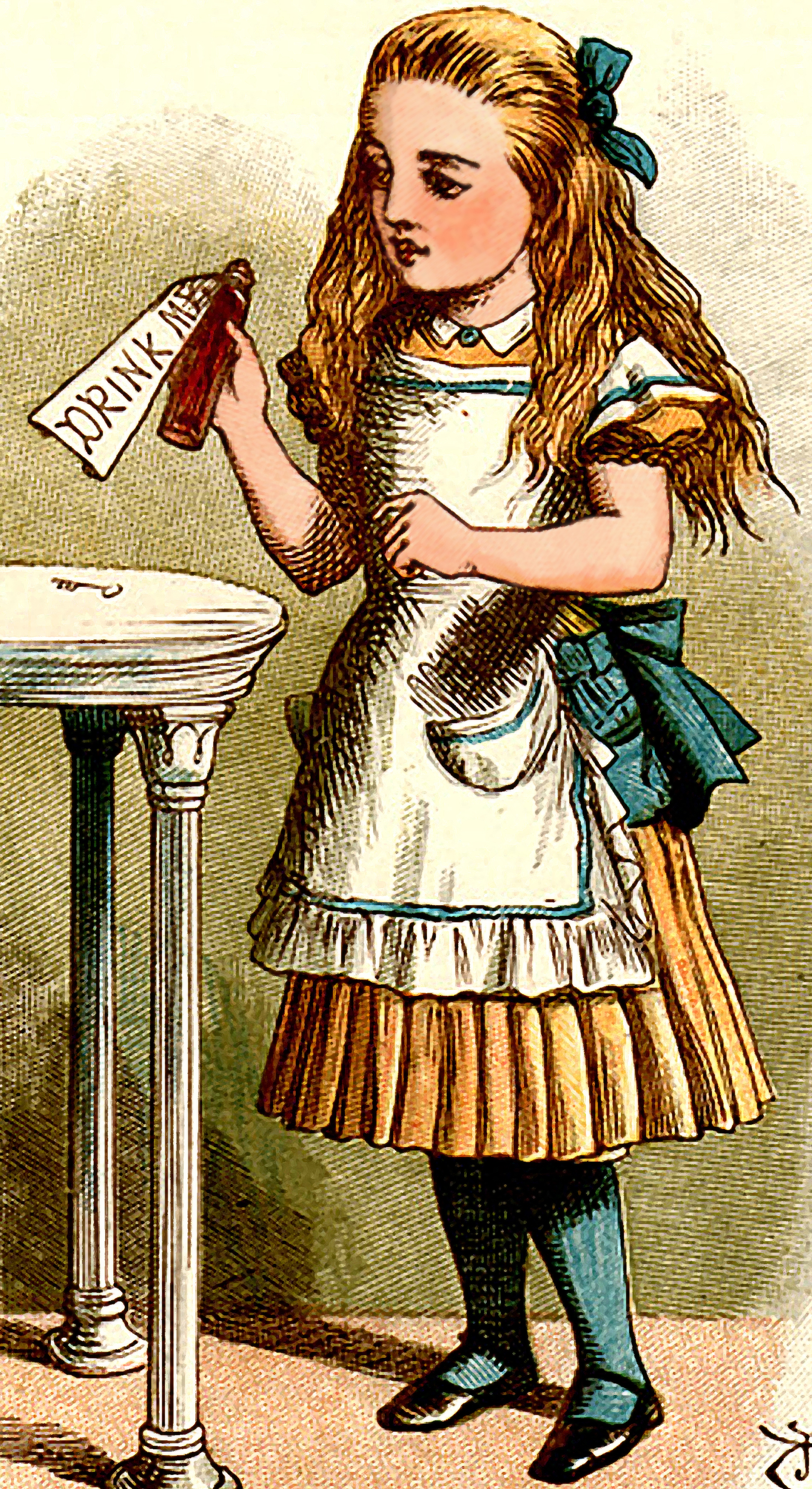
« Bois moi ». Illustration de Tenniel dans la publication de 1889.

## Apparence physique
Dans les deux romans, Lewis Carroll ne donne aucune indication sur l'apparence physique d'Alice. Toutefois, les illustrations la représentent comme une jeune fille aux cheveux longs et clairs avec une longue robe, des caractéristiques que l'on retrouve dans l'adaptation de Disney.

## Personnalité
Carroll l'a décrite comme "aimante et douce", "courtoise envers tous", "confiante" et "follement curieuse, et avec la joie ardente de la vie qui ne vient que dans les heures heureuses de l'enfance, quand tout est nouveau et juste, et quand le péché et le chagrin ne sont que des noms - des mots vides ne signifiant rien !". Les critiques la caractérisent comme "innocente", "imaginative", introspective, généralement bien élevée. D'autres voient des traits moins positifs dans Alice, écrivant qu'elle montre souvent de la méchanceté dans ses conversations avec les animaux au pays des merveilles, prend des mesures violentes contre le personnage Bill le lézard en lui donnant des coups de pied en l'air et reflète son éducation sociale dans son manque de sensibilité et de réponses impolies.
Dès le début du récit, Alice apparaît comme une jeune fille appartenant à un milieu social aisé : elle s’exprime dans un langage soutenu, se montre très polie, aimable et s’offusque des mauvaises manières dont elle est témoin, notamment lors de sa rencontre avec la Chenille.
Ses aventures révèlent ses qualités et notamment son amabilité, son altruisme (toujours prête à rendre service p. 38). Même si elle peut se montrer parfois naïve ou maladroite (elle effraie la Souris en lui parlant de sa chatte Dinah), elle est toujours prête à aider son prochain.
Ses qualités sont parfois aussi ses défauts : sa curiosité, qui déclenche l’ensemble de son aventure, l’aide à avancer et à découvrir le monde qui l’entoure alors qu’il l’effraie parfois. Cependant, en raison de cette curiosité, Alice a tendance à exaspérer les personnages qui lui parlent car elle les interrompt sans arrêt pour demander des explications. Le pays dans lequel elle se trouve et les propos qu’elle entend lui semblent tellement étranges qu’on ne peut lui reprocher cet empressement. En effet, Alice, comme beaucoup de jeunes enfants, aime poser des questions et évoque souvent son désir d’apprendre et d’être une bonne élève (elle redoute d‘être devenue Mabel, la mauvaise élève).
Cette curiosité est souvent associée à la gourmandise mais c’est grâce aux gâteaux et autres champignons qu’elle peut, à loisir, grandir ou rapetisser.
Au fur et à mesure de ses rencontres et de ses expériences, Alice apprend à se maîtriser, se pose moins de questions et se montre audacieuse. Elle arrive à trouver un équilibre entre les absurdités qu’elle voit ou entend et le discours rationnel qu’elle s’efforce de conserver. Elle prend alors de l’assurance, mais c’est lorsqu’elle se montre fermement déterminée qu’elle quitte le « pays des merveilles » et se réveille,.

## Apparitions et références au personnage

### Films
- Alice     in Wonderland, réalisé par Cecil Hepworth, 1903
- Alice     au pays des merveilles, réalisé par W.W. Young, 1915
- Alice     au pays des merveilles (film), Norman Z. McLeod, 1933 (pas de distribution francophone)
- Alice     au pays des merveilles, comédie musicale     britannique de William Sterling, 1972
- Alice     in Wonderland: A Musical Porno, film     musical pornographique, Bud Townsend, 1976
- Alice (selon     la vision du jeu vidéo développée par American McGee).
- Alice     au pays des merveilles, Tim Burton, 2010
- Alice     de l'autre côté du miroir, James Bobin, 2016 (suite du film de Tim Burton)Films d'animations

### Films d'animations
- Alice     au pays des merveilles (long métrage     d'animation franco-britannique), 1949
- Alice     au pays des merveilles (dessin animé), Clyde Geronimi, Wilfred Jackson, Hamilton Luske (studio Walt Disney), 1951
- Alice, Jan Švankmajer, film d'animation surréaliste, 1988
- Alice in wonderland (dessin     animé), de Cayre Brothers, 1995

### Téléfilms
- Alice     au pays des merveilles, Jonathan Miller, 1966
- Alice au pays     des merveilles, Jean-Christophe Averty, 1970
- Alice     au pays des merveilles, Harry Harris, avec     Natalie Gregory, 1985
- Alice     au pays des merveilles, Nick Willing, avec     Tina Majorino, 1999Séries

### Séries
- Alice, une mini-série canado-britannique, écrite et     réalisée par Nick Willing
- Once     Upon a Time in Wonderland, créée par     Edward Kitsis et Adam Horowitz.
- Alice Comedies (dessins     animés muets), (studio Walt Disney), 1924-1927

### Autres
- Le Songe de Siwel, Enfin Libre, 2010. Éditions La Boîte à bulles.
- Alice au pays des merveilles, par Digital Eclipse Software pour Nintendo, 2000 (Game Boy Color).
- Alice au pays des merveilles, par Étranges Libellules pour Disney Interactive Studios, 2010 (PC, Wii, DS).
- American McGee's Alice, par Rogue Entertainment pour Electronic Arts, 2001 (PC) et 2011 en téléchargement (Xbox 360, PS3)
- Alice : Retour au pays de la folie (suite d'American McGee's Alice) par Spicy Horse pour Electronic Arts, 2011 (PC, PS3, Xbox 360)
- Alice & Merveilles, concert fiction de Stéphane Michaka